# یواس‌اس لانسدال (دی‌دی-۷۶۶)
یواس‌اس لانسدال (دی‌دی-۷۶۶) (به انگلیسی: USS Lansdale (DD-766)) یک کشتی بود که طول آن 390&nbsp;ft 6&nbsp;in (119&nbsp;m) (overall) بود. این کشتی در سال ۱۹۴۶ ساخته شد.